# Банківська система Шетаб
Шетаб (перс. شتاب), офіційна назва Мережа міжбанківської передачі інформації (перс. شبکه تبادل اطلاعات بین بانکی) — система інтернет-банкінгу, оформлення та автоматичної обробки платежів, що використовується в Ірані. Систему було введено в експлуатацію у 2002 році з метою створення уніфікованої основи для іранської банківської системи, що обслуговує банкомати, банківські термінали та інші карткові транзакції.
До створення системи деякі іранські банки випускали картки, які працювали лише з банкоматами та терміналами цього банку. Після впровадження мережі Шетаб всі банки мусили приймати її стандарти та підключатися до неї. На додачу всі кредитні та дебетові картки мусили бути сумісні з мережею Шетаб. Станом на кінець 2017 року до мережі Шетаб було підключено 54 300 банкоматів.

## Історія
Мережу Шетаб було впроваджено у 2002 році, а зараз усі банки, що випускають картки в Ірані, мусять бути підключені до системи.
У 2005 році уряд зобов'язав Центральний банк Ірану⁣, а також іранські банки, переважно державні, налаштувати усю необхідну інфраструктуру (регуляторну, обладнання, програмне забезпечення) для повноцінного запуску електронних грошей в Ірані до березня 2005 року. Хоча цей план досі повністю не здійснився, місцеві дебетові/кредитні картки тепер є звичайним явищем, що зруйнувало основну перепону для зростання електронної комерції (в межах країни), а також дозволило повністю розгорнути ініціативу про електронний уряд. До 2010 року планувалося випустити 12 мільйонів карток, які працюватимуть в системі Шетаб.
Аграрний банк (Кешаварзі Банк) був першим іранським банком, підключеним до мережі.
У 2007 році, до введення нових санкцій проти Ірану, ІТ-компанія Тетра-Тек оголосила що для онлайн-продажів, а також карткових терміналів у торговельних центрах, готелях, ресторанах та туристичних агенціях іранцям, а також іноземним туристам можна буде користуватися системами Віза та Мастеркард. Планувалося, що до березня 2009 року обсяг електронної комерції сягне 10 000 мільярдів ріалів (1 мільярд доларів США).

## Зв'язність
- У березні 2005 р. було досягнуто домовленості між Центральним банком Ірану та мережею банкоматів Бахрейну «Бенефіт», а також з системою UAES (Об'єднані Арабські Емірати) про підключення їхніх систем до мережі Шетаб.
- У жовтні 2005 року Іран та Китай об'єднали банківські системи.[8]
- У липні 2006 року систему Шетаб було з'єднано з катарською мережею банкоматів (NAPS).[9]
- У травні 2008 року мережу банкоматів Ірану було з'єднано з мережами Бахрейну, Катару та Кувейту, що дозволило клієнтам мати прямий доступ до рахунків як з Ірану, так і з зазначених країн.
- У грудні 2016 року планувалося долучитися до японської мережі JCB та китайської ЮніонПей в короткостроковій перспективі, а також до систем Віза та Мастеркард у довгостроковій.[10]
- У липні 2024 року систему Шетаб було з'єднано з російською системою Мир.[11]

## Учасники
Станом на 2020 рік майже всі іранські банки, а також деякі банки у Катарі, Кувейті та Бахрейні є користувачами мережі Шетаб:
- 1-Банк Сепа (Bank Sepah)
- 2-Банк Меллі Іран (Bank Melli Iran)
- 3-Банк Кешаварзі Іран (Bank Keshavarzi Iran)
- 4-Банк Маскан (Bank Maskan)
- 5-Банк Садерат Іран (Bank Saderat Iran)
- 6-Рефа Банк (Refah Bank)
- 7-Теджарат Банк (Tejarat Bank)
- 8-Банк Меллат (Bank Mellat)
- 9-Банк промисловості та шахт (Bank of Industry and Mine)
- 10-Іранський барк розвитку експорту (Export Development Bank of Iran)
- 11-Карафарін Банк (Karafarin Bank)
- 12-EN Bank
- 13-Парісан Банк (Parsian Bank)
- 14-Саман Банк (Saman Bank)
- 15-Банк Пасарґад (Bank Pasargad)
- 16-Сармає Банк (Sarmayeh Bank)
- 17-Поштовий банк Ірану (Post Bank of Iran)
- 18-Сіна Банк (Sina Bank)
- 19-Карз Аль-Хасане Мехр Іран Банк (Qarz Al-Hasaneh Mehr Iran Bank)
- 20-Тосе'е-Та'авон Банк (Tose'e-Ta'avon Bank)
- 21-Банк Шахр (Bank Shahr)
- 22-Банк Дей (Bank Day)
- 23-Туризм Банк (Tourism Bank)
- 24-Іран Замін Банк (Iran Zamin Bank)
- 25-Аянде Банк (Ayandeh Bank)
- 26-Карз Аль-Хасане Ресалат Банк (Qarz Al-Hasaneh Resalat Bank)
- 27-Банк Близького Сходу (Middle East Bank)

## Вплив
Станом на 2006 рік іранське суспільство покладалося переважно на готівку. Очікувалося, що уніфікована система розрахунків, така як Шетаб, серед іншого, значно покращить ефективність, знизить рівень злочинності, зменшить витрати на друк банкнот, а також покращить збір податків. Також очікувалося, що система покращить якість життя громадян, для яких, щойно система почне повноцінну роботу, не буде необхідно здійснювати розрахунки особисто, а можна здійснювати розрахунки віддалено через телефон або інтернет. Вплив системи вже можна було відчути завдяки тому, що компанії почали використовувати системи електронної комерції, ланцюгів постачання, онлайн-банкінгу та роздрібного продажу.

## Перегляньте також
- Іранський ріал
- Економіка Ірану

1. 1 2  Number of active ATMs in Iran. Архів оригіналу за 21 жовтня 2016. Процитовано 29 травня 2018. [Архівовано 2016-10-21 у Wayback Machine.]
2. ↑  Payment Systems in the I.R.Iran. Архів оригіналу за 13 березня 2007. Процитовано 30 липня 2006. [Архівовано 2007-03-13 у Wayback Machine.]
3. ↑  Information and communications technology (ICT) to Iran - for Australian exporters - Austrade. Архів оригіналу за 27 липня 2008. Процитовано 9 травня 2009. [Архівовано 2008-07-27 у Wayback Machine.]
4. 1 2 3  Iran Daily - Economic Focus - 10/27/05 [Архівовано 2006-04-27 у Wayback Machine.]
5. ↑  Agri bank - About Us [Архівовано 2006-10-06 у Wayback Machine.]
6. ↑  VISA and MasterCard usage possible in Iran. payvand.com. 13 лютого 2007. Архів оригіналу за 14 березня 2018. Процитовано 14 березня 2018. [Архівовано 2018-03-14 у Wayback Machine.]
7. ↑  IRNA: Iran's e-commerce to reach rls10,000b [Архівовано 2009-08-15 у Wayback Machine.] Retrieved December 3, 2008
8. ↑  Iran’s SHETAB system to be connected to Chinese banks [Архівовано 2011-05-24 у Wayback Machine.]
9. ↑  Archived copy (PDF). www.qcb.gov.qa. Архів оригіналу (PDF) за 6 жовтня 2007. Процитовано 30 червня 2022.{{cite web}}:  Обслуговування CS1: Сторінки з текстом «archived copy» як значення параметру title (посилання)
10. ↑  Iranian Bank Cards' Int'l Linkup by March. Financial Tribune (амер.). 18 грудня 2016. Архів оригіналу за 14 березня 2018. Процитовано 14 березня 2018.
11. ↑  Россия и Иран завершили интеграцию платежных систем «Мир» и Shetab. Forbes Russia (рос.). 6 липня 2024. Процитовано 7 липня 2024.
12. ↑  Agri bank - MehrCard. Архів оригіналу за 5 січня 2010. Процитовано 8 березня 2010. [Архівовано 2010-01-05 у Wayback Machine.]
13. ↑  Find Local Contractors | Home Remodeling Contractors on Ecnext. goliath.ecnext.com (амер.). Процитовано 14 березня 2018.
14. ↑  Iran Daily [Архівовано 2006-05-17 у Wayback Machine.]

## Зовнішні посилання
- Річні огляди - Звіти Центрального банку Ірану, що включає статистику по мережі Шетаб та електронному банкінгу. (англійською мовою)
- Iran-Daily: Банківські реформи (архівна стаття, англійською мовою)

Шаблон:Banks of Iran